# 754

## Mortes
- Quilderico III, último rei de todos os francos da dinastia merovíngia.
- Açafá, primeiro califa abássida, n. 721.